# Grafikprogram
Ett grafikprogram eller bildbehandlare är ett tillämpningsprogram som man använder för bildbehandling på en dator. En bildbehandlare innehåller olika funktioner för att på olika sätt ändra bildens utseende, till exempel att ta bort röda ögon eller på bilden att se äldre ut. Kända bildbehandlare är Gimp, Paint och Photoshop.
Det finns olika typer av bildbehandlare som jobbar med olika typer av grafik. Rastergrafik är bilder som byggs upp av små prikar s.k. pixlar i olika färger. Vektorgrafik baserar sig inte på prickar utan andra geometriska former så som linjer, rektanglar och ellipser. Andra bildbehanlare har inga verktyg för att rita på bilderna utan tillåter bara modifiering som till exempel att ta bort röda ögon, ändra bildens storlek eller konvertera bilden till ett annat filformat. Några bildbehandlare tillåter både att rita på bilderna och att modifiera dem på andra sätt.